# René Roothooft
René Roothooft (1929-2024) est un pongiste français. Il a été champion de France à trois reprises, et a remporté la médaille de bronze aux championnats du monde en simple et deux médailles par équipe.
Il a été en 1952 le premier français à être classé dans les cinq meilleurs mondiaux.

## Biographie
En avril 1949, il se distingue en battant à l'âge de 19 ans le champion du monde en titre anglais Johnny Leach lors d'une rencontre France-Angleterre à la salle Wagram à Paris.
René Roothooft était licencié au Racing Club de France quand il a remporté son premier titre de champion de France en simple en 1951, en battant en demi-finale Guy Amouretti et en finale Michel Lanskoy, avec qui il reporte également la finale du double. 

## Palmarès
- Champion de France en simple en 1951, 1952 et 1956
- Champion de France en double messieurs en 1949 (avec Charles Dubouillé), en 1951, 1953, 1956 and 1958 avec Michel Lanskoy
- Champion de France en double mixte de 1953 à 1956 avec Christiane Watel et 1958 et 1959 avec Claude Rougagnou[5]
- Médaille de bronze aux championnats du monde par équipe en 1950 et 1953
- Médaille de bronze au championnat du monde en simple 1952[6]. Il s'incline en demi-finale contre le japonais Hiroji Satō qui remporte le titre cette année là[7].